# Каваццо-Карніко
Каваццо-Карніко (італ. Cavazzo Carnico) — муніципалітет в Італії, у регіоні Фріулі-Венеція-Джулія,  провінція Удіне.
Каваццо-Карніко розташоване на відстані близько 500 км на північ від Рима, 105 км на північний захід від Трієста, 37 км на північний захід від Удіне.
Населення — 1068 осіб (2014).
Щорічний фестиваль відбувається 16 серпня. Покровитель — святий Рох.

## Демографія
Населення за роками:

Станом на 1 січня 2023 року в муніципалітеті офіційно проживало 30 іноземців з 11 країн, серед них 14 громадян країн Євросоюзу та 9 громадян України.

## Сусідні муніципалітети
- Амаро
- Бордано
- Тольмеццо
- Тразагіс
- Венцоне
- Верцегніс
- Віто-д'Азіо